# Реан
Реа́н (фр. Réans) — коммуна во Франции, находится в регионе Юг — Пиренеи. Департамент — Жер. Входит в состав кантона Казобон. Округ коммуны — Кондом.
Код INSEE коммуны — 32340.

## География

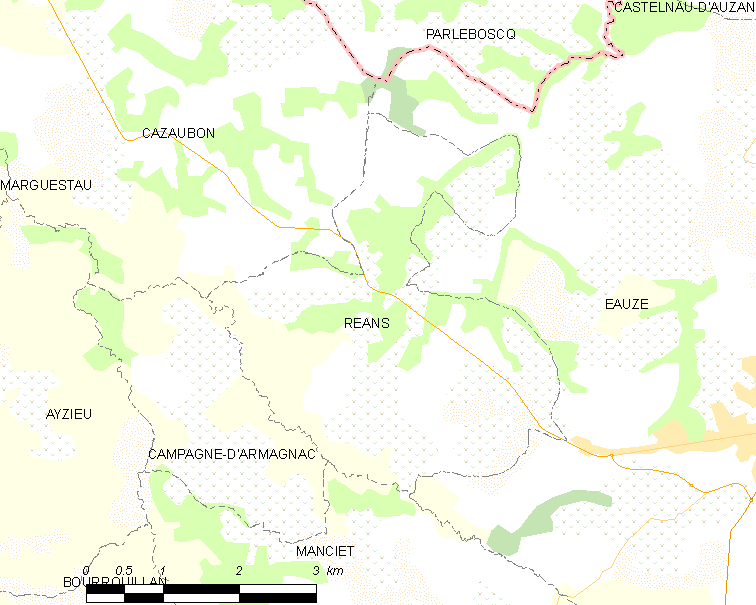
Карта коммуны

Коммуна расположена приблизительно в 590 км к югу от Парижа, в 120 км западнее Тулузы, в 55 км к северо-западу от Оша.
На востоке коммуны протекает река Эсканьян (фр. Escagnan).

## Климат
Климат умеренно-океанический. Лето жаркое и немного дождливое, температура часто превышает 35 °С. Зимой часто бывает отрицательная температура и ночные заморозки. Годовое количество осадков — 700—900 мм.

## Население
Население коммуны на 2010 год составляло 251 человек.
| 1962 | 1968 | 1975 | 1982 | 1990 | 1999 | 2010 |
| ---- | ---- | ---- | ---- | ---- | ---- | ---- |
| 284  | 281  | 255  | 282  | 267  | 257  | 251  |

## Администрация
| Период | Период | Фамилия       | Партия | Примечания |
| ------ | ------ | ------------- | ------ | ---------- |
| 2001   | 2020   | Габриэль Клав |        |            |

## Экономика
В 2010 году среди 141 человека трудоспособного возраста (15-64 лет) 83 были экономически активными, 58 — неактивными (показатель активности — 58,9 %, в 1999 году было 74,0 %). Из 83 активных жителей работали 80 человек (46 мужчин и 34 женщины), безработных было 3 (2 мужчин и 1 женщина). Среди 58 неактивных 4 человека были учениками или студентами, 37 — пенсионерами, 17 были неактивными по другим причинам.